# Izdebki (województwo podkarpackie)

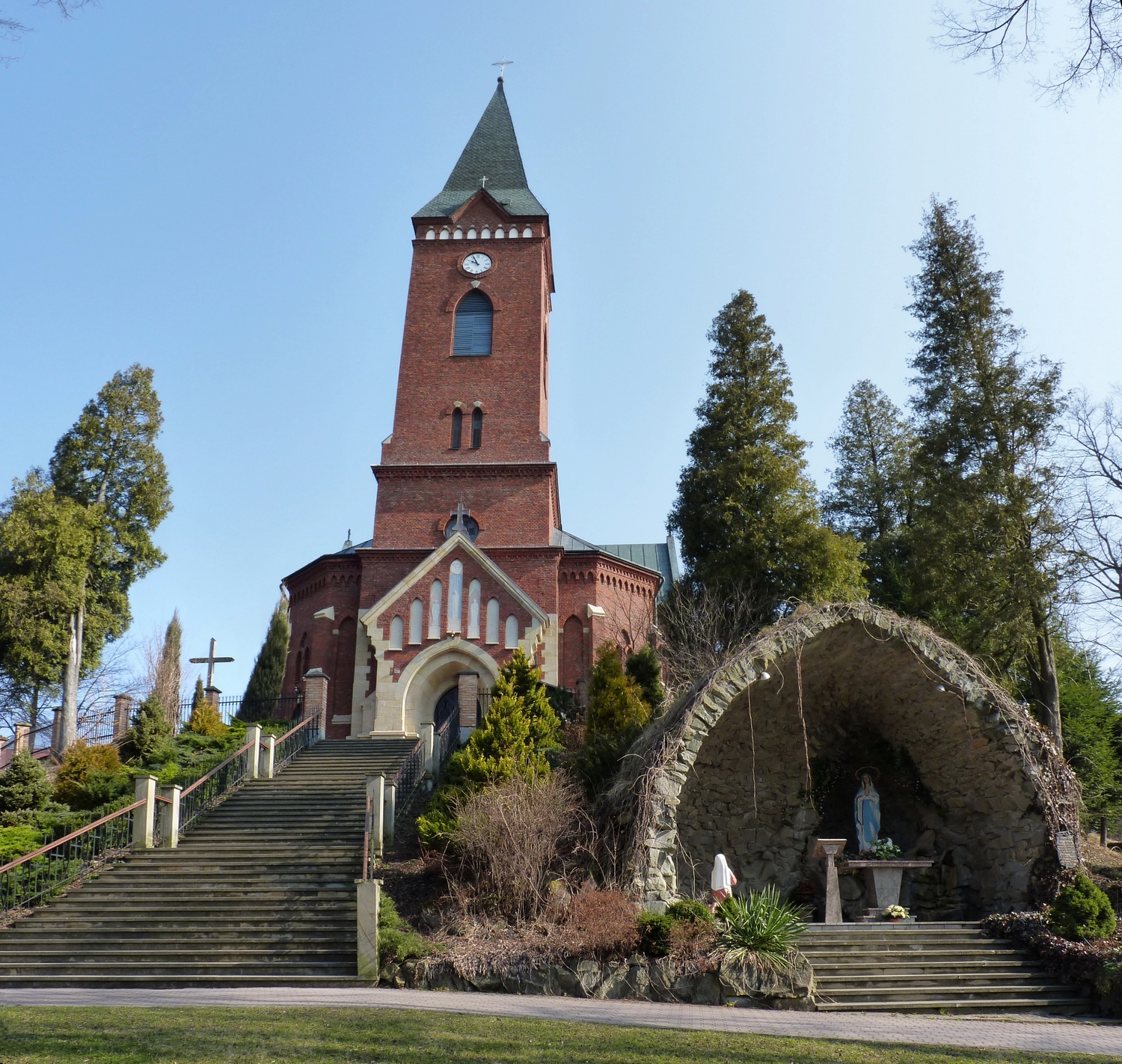
Neogotycki kościół pw. Zwiastowania Najświętszej Panny Marii i św. św. Piotra i Pawła

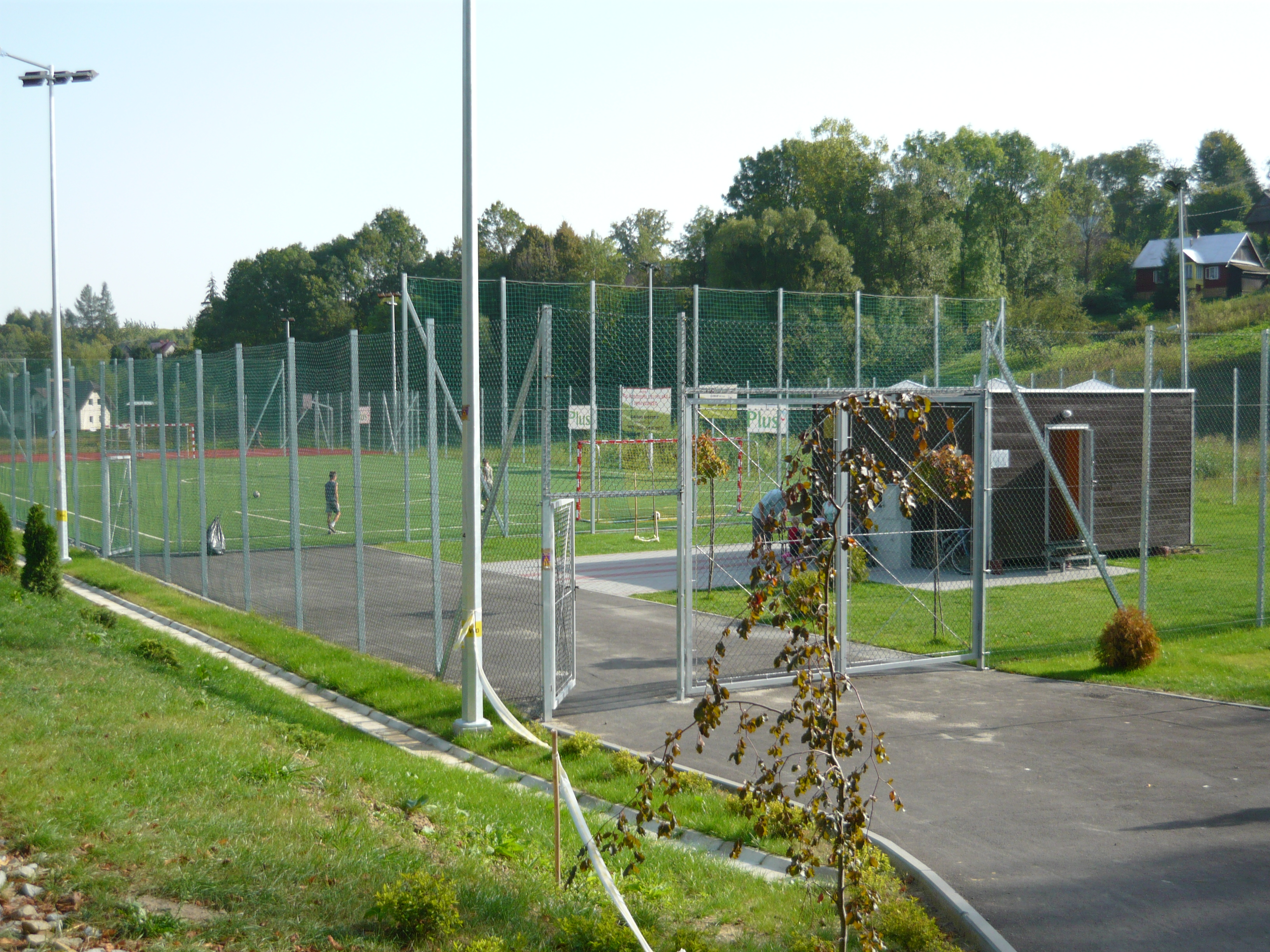
Stadion „Orlik”

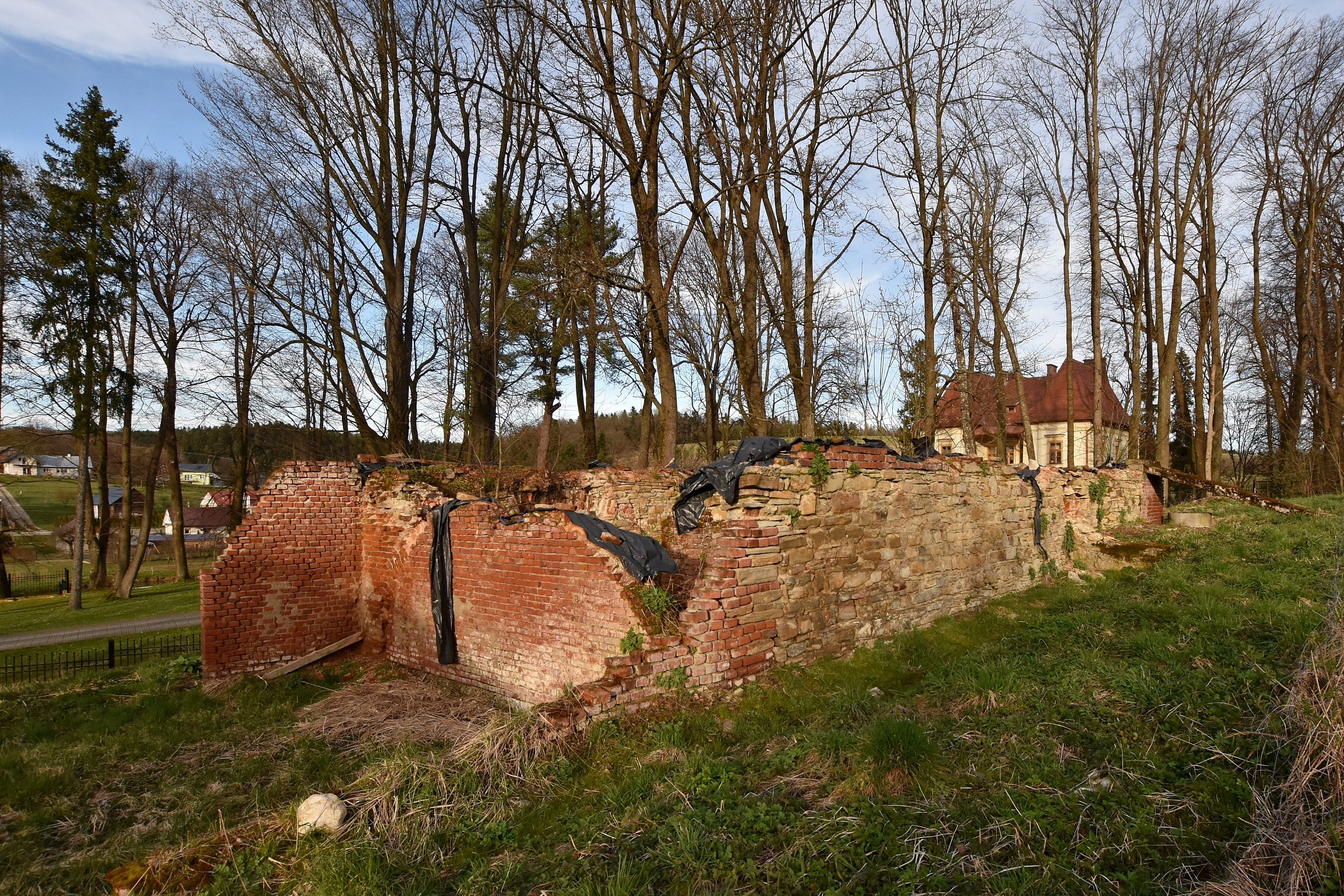
Ruiny spichlerza

Izdebki – wieś w Polsce, położona w województwie podkarpackim, w powiecie brzozowskim, w gminie Nozdrzec. Leży nad rzeką Magierą dopływem Sanu.
Przysiółek wsi Rudawiec stanowi osobne sołectwo o nazwie Izdebki-Rudawiec.
W latach 1934–1954 w gminie Przysietnica. W latach 1954–1972 wieś należała do i była siedzibą władz gromady Izdebki. Od 1973 do 1 lipca 1975 w gminie Brzozów, a od 2 lipca 1976 w gminie Nozdrzec. W latach 1975–1998 miejscowość administracyjnie należała do województwa krośnieńskiego.

## Integralne części wsi
| SIMC    | Nazwa    | Rodzaj     |
| ------- | -------- | ---------- |
| 0357720 | Berskie  | część wsi  |
| 0357736 | Potoki   | część wsi  |
| 0357765 | Rudawiec | przysiółek |
| 0357742 | Rzeki    | część wsi  |
| 0357759 | Warzyce  | część wsi  |

## Historia
Wieś założona na prawie niemieckim w I połowie XV wieku. W 1436, miejscowość składająca się z dwóch osad Izbica i Izdebka, wchodziła w skład dóbr dynowskich, których właścicielem była Małgorzata z Kmitów Mościcowa. W 1436 – Jan Goligyan w imieniu żony Małgorzaty wystąpił do sądu grodzkiego w Sanoku przeciw Mikołajowi Kmicie kasztelanowi przemyskiemu, który zajął gwałtem dobra ojczyste Małgorzaty Goligyan, przypadłe jej po bracie zm. Janie Kmicie i jego dzieciach z Raciborza, tj. zamek Sobień z wsiami doń należącymi Olszanica, Myczkowce, Rajskie i Izdebki oraz inne. Spór ten trwał do 1441, aż gdy doszło do ugody między Małgorzatą a jej stryjem Mikołajem Kmitą z Wiśnicza, kasztelanem przemyskim. Małgorzata była wtedy żoną Mościca z Wielkiego Koźmina. Odstąpiła Mikołajowi i jego synom zamek Sobień z wsiami do niego należącymi jak Huzele, Myczkowce, Uherce i Izdebki inne.
Nazwa wsi zmieniała się: w 1440 nazywała się Gysdbycza, Isdbycza, w 1460 – Iszdebky, a w 1468 – Hystepky, Istepka.
W 1593 Katarzyna Wapowska z Maciejowskich – wdowa po Andrzeju Wapowskim właścicielu Dynowa wykupiła cerkiew i przeznaczyła na kościół. W 1593 założona została parafia rzymskokatolicka, a w 1601 wybudowano drewniany kościół, który przetrwał do 1919. W miejscu rozebranego drewnianego kościoła, wybudowano obecny murowany, neogotycki, kościół pw. Zwiastowania Najświętszej Panny Marii i św. św. Piotra i Pawła. Kościół został konsekrowany w 1931. Wyposażenie kościoła stanowi część urządzeń starego drewnianego kościoła, np. późnobarokowy, osiemnastowieczny ołtarz główny. Malowany na desce obraz Matki Bożej z Dzieciątkiem w ołtarzu głównym przeniesiono z cerkwi greckokatolickiej. Obrazy w ołtarzach bocznych przeniesione z kościoła Kapucynów w Bliznem. Parafia Zwiastowania Najświętszej Maryi Panny w Izdebkach należy do dekanatu Brzozów.
W połowie XIX wieku właścicielem posiadłości tabularnej w Izdebkach  był Bonawentura hr. Bukowski.
1 czerwca 2008 w Izdebkach został wybudowany pierwszy w Polsce kompleks sportowy w ramach rządowego programu Orlik 2012. Znajduje się tutaj boisko do piłki nożnej ze sztuczną nawierzchnią, boisko do siatkówki i koszykówki, a także niewielkie zaplecze szatniowe.
W dniach 6–7 lipca 2013 w Izdebkach odbyła się pierwsza edycja longboardowej imprezy Izdebki Camp.

## Zabytki
- kościół parafialny  Zwiastowania Pańskiego i św.św. Piotra i Pawła z lat 1906-1931, neogotycki; nr rej.: A-570 z 5.02.1990
- dwór Bukowskich, później Potockich, z drugiej połowy XIX w. z parkiem XIX w. ; nr rej. A-1485 z 26.06.1992:
- ruina spichlerza dworskiego z przełomu XVIII i XIX wieku w otoczeniu parku; nr rej. jak wyżej[14]

## Osoby związane z Izdebkami
- Michał Fijałka (ur. 1915) – oficer AK, cichociemny, (ps. Kawa, Wieśniak, Sokół)
- Augustyn Baran – prozaik
- Jan Kazimierz Kamieniecki h. Pilawa (1785–po 1833) – pułk. napoleoński, adiutant ks. Józefa Poniatowskiego bohater bitwy pod Raszynem (przedostał się w pojedynkę przez linię frontu i dotarł do kwatery głównej Napoleona). Ostatnie lata życia spędził w Izdebkach. Na cmentarzu w Izdebkach znajduje się jego grób.
- Paweł Baran - dziennikarz sportowy związany między innymi z TVP Sport[15]